# Visoka učiteljska šola v Pulju
Visoka učiteljska šola (izvirno hrvaško Visoka učiteljska škola u Puli), s sedežem v Pulju, je visoka šola, ki je članica Univerze na Reki.